# Uniunea Creștin-Socială din Bavaria
Uniunea Creștin-Socială din Bavaria (CSU, germ.  CSU – Christlich-Soziale Union in Bayern e.V. (ajutor·info)) este un partid conservator german, urmașul Partidului Popular Bavarez de dinaintea celui de-al Doilea Război Mondial. CSU este partenerul politic al partidului CDU (Uniunea Creștin-Democrată), care în mod tradițional nu desfășoară activități politice în Bavaria, ci exclusiv în restul Germaniei. Cele două formațiuni cooperează la nivel parlamentar și la nivel guvernamental. În Bundestag (parlament) cele două partide formează fracțiunea parlamentară CDU/CSU, numită simplu die Union. 

## Istoric
În anul 2002 candidatul comun al CDU și CSU pentru funcția de cancelar federal a fost președintele CSU și totodată prim-ministru al landului Bavaria de pe atunci, Edmund Stoiber.

## Personalități
- Hanns Seidel (1901-1961), prim-ministru al Bavariei (1957-1960);
- Otto von Habsburg (1912-2011), europarlamentar, șeful Casei de Habsburg
- Franz Josef Strauß (1915-1988), ministru federal al Apărării (1956-1962), ministru federal de Finanțe (1966-1969), prim-ministru al Bavariei (1978-1988)
- Theo Waigel (n. 1939), ministru federal de Finanțe în guvernele conduse de Helmut Kohl
- Edmund Stoiber (n. 1941), prim-ministru al Bavariei între 1993-2007
- Horst Seehofer (n. 1949), ministru federal al Sănătății (1992-1998), prim-ministru al Bavariei din (2008-2018), ministru federal de Interne (2018-2021), președinte al CSU (2008-2019)
- Bernd Fabritius (n. 1965), președinte al BdV și al Asociației Sașilor Transilvăneni din Germania
- Karl-Theodor zu Guttenberg (n. 1971), ministru federal al Apărării (2009-2011), demis în urma unui scandal de plagiat